# Nižná Rybnica
Nižná Rybnica (Hongaars: Alsóhalas) is een Slowaakse gemeente in de regio Košice, en maakt deel uit van het district Sobrance.
Nižná Rybnica telt 427 inwoners.